# アグニシュカ・ニエズビッチ
アグニシュカ・ニエズビッチ（Agnieszka Niedźwiedź、1995年2月27日 - ）は、ポーランドの女性総合格闘家。シロンスク県カトヴィツェ出身。グラップリング・クラクフ所属。アガ・ニエズビッチとも。

## 来歴
2012年10月26日、デビュー戦をTKO勝ち。
2017年5月20日、Invicta FC 23でヴァネッサ・ポルトと対戦し、判定勝利。
2017年12月8日、Invicta FC世界フライ級タイトルマッチで王者ジェニファー・マイアに挑戦し、0-3の判定負けでキャリア初黒星を喫し王座獲得に失敗した。

## 戦績
| 総合格闘技 戦績 | 総合格闘技 戦績 | 総合格闘技 戦績 | 総合格闘技 戦績 | 総合格闘技 戦績 | 総合格闘技 戦績 | 総合格闘技 戦績 |
| --------------- | --------------- | --------------- | --------------- | --------------- | --------------- | --------------- |
| 11 試合         | (T)KO           | 一本            | 判定            | その他          | 引き分け        | 無効試合        |
| 10 勝           | 5               | 2               | 3               | 0               | 0               | 0               |
| 1 敗            | 0               | 0               | 1               | 0               | 0               | 0               |

| 勝敗 | 対戦相手                   | 試合結果          | 大会名                                                                      | 開催年月日    |
| ×    | ジェニファー・マイア       | 5分3R終了 判定0-3 | Invicta FC 26: Maia vs. Niedzwiedz 【Invicta FC世界フライ級タイトルマッチ】 | 2017年12月8日 |
| ○    | ヴァネッサ・ポルト         | 5分3R終了 判定3-0 | Invicta FC 23: Porto vs. Niedźwiedź                                         | 2017年5月20日 |
| ○    | クリスティーン・スタンリー | 5分3R終了 判定3-0 | Invicta FC 18: Grasso vs. Esquibel                                          | 2016年7月29日 |